# 岩手県道274号二戸一戸線
岩手県道274号二戸一戸線（いわてけんどう274ごう にのへいちのへせん）は、岩手県二戸市から二戸郡一戸町へ至る一般県道である。旧国道4号。

## 概要
二戸市石切所の馬淵川に架かる荒瀬橋と同市福岡の白鳥川に架かる岩谷橋は老朽化が進んでいる。

### 路線データ
- 実延長：12,506.9 m[要出典]
- 起点：二戸市金田一字上田面（国道4号交点）
- 終点：二戸郡一戸町岩舘字馬場平（女鹿口交差点・国道4号交点）

## 歴史
- 1983年（昭和58年）4月1日 - 県道に認定される。

## 路線状況

### 重複区間
- 岩手県道264号二戸軽米線：二戸市堀野字三十刈 - 二戸市福岡字長嶺
- 国道4号：一戸町鳥越字駒木平 - 一戸町一戸字小井田

## 地理

### 通過する自治体
- 二戸市
- 二戸郡一戸町

### 交差する道路
- 国道4号（二戸市金田一字上田面）
- 岩手県道264号二戸軽米線（二戸市堀野字三十刈、天神橋東丁字路）
- 岩手県道264号二戸軽米線（二戸市福岡字長嶺）
- 岩手県道24号二戸九戸線（二戸市福岡字落久保、岩谷橋北・二戸大橋東十字路）
- 岩手県道114号二戸停車場線（二戸市石切所字枋ノ木、川原橋南丁字路）
- 国道4号（二戸郡一戸町鳥越字駒木平）
- 岩手県道6号二戸五日市線（二戸郡一戸町鳥越字駒木平、浄法寺入口交差点）
- 国道4号（小井田交差点・二戸郡一戸町一戸字越田橋）
- 岩手県道210号一戸浄法寺線（二戸郡一戸町一戸字本町、中田橋東丁字路）
- 国道4号（女鹿口交差点・二戸郡一戸町岩舘字馬場平）